# Quảng trường Soukenné
Quảng trường Soukenné (tiếng Séc: Soukenné náměstí) là một trong những quảng trường lịch sử ở thành phố Liberec, Cộng hòa Séc.

## Vị trí
Quảng trường Soukenné tiếp giáp với 7 đường phố: Fügnerova, Široká, Revoluční, Pražská, Barvířská, 1. máje và Jánská. Xung quanh quảng trường có nhiều địa danh và di tích lịch sử đáng chú ý, chẳng hạn như:
- Cung điện Danube
- Tòa nhà Baťa
- Cung điện Nisa
- Trung tâm giải trí và mua sắm Forum Liberec [1]

## Lịch sử

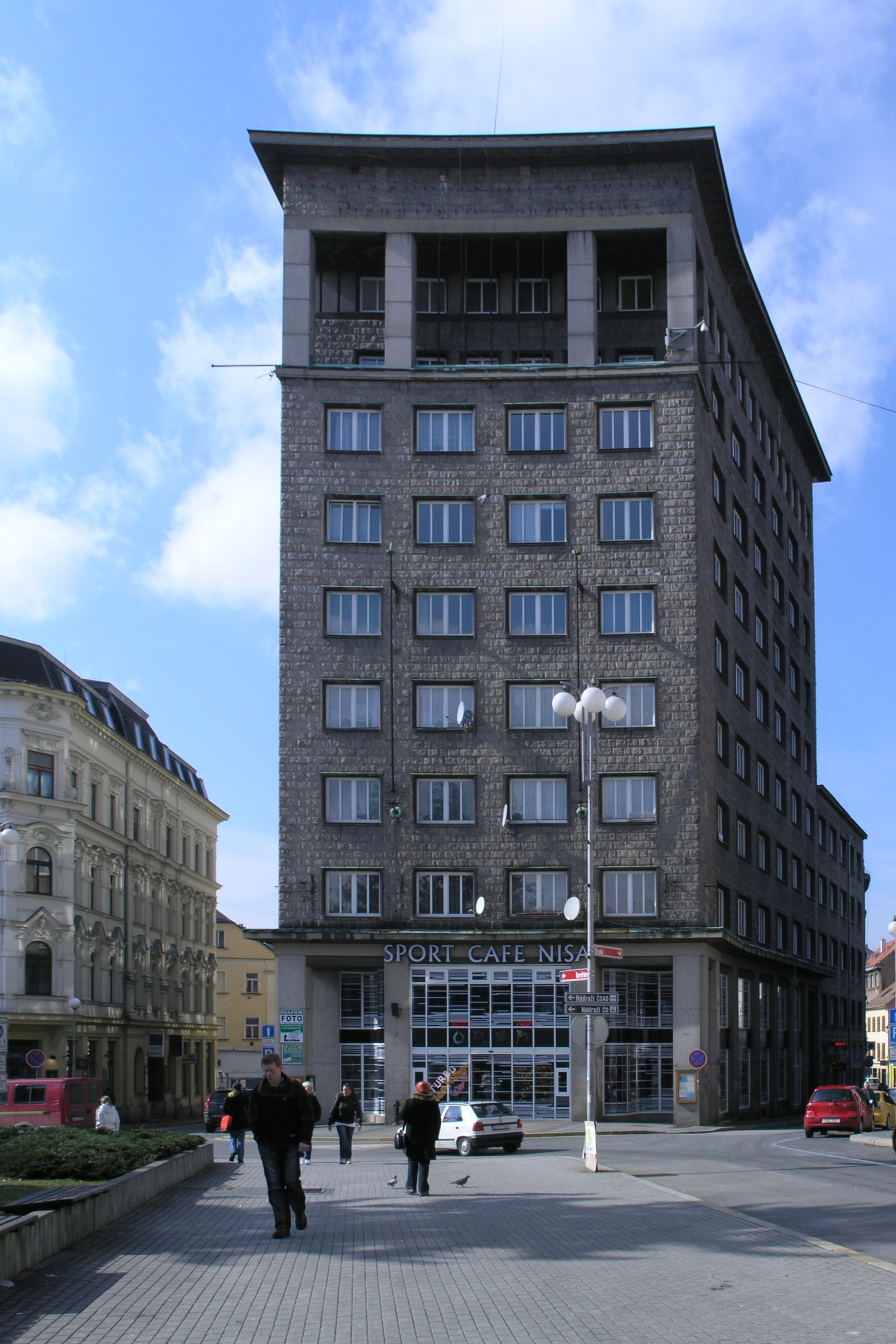
Cung điện Nisa (2010)

Quảng trường Soukenné nổi bật với một tuyến đường ray tàu điện có từ năm 1897. Tuyến đường ray này được tái thiết vào các năm 2016 và năm 2019. Vào đầu thế kỷ 21, quảng trường này còn được trang bị thêm hàng chục băng ghế dài và gây ra một số tranh cãi.
Quảng trường Soukenné cũng có nhiều tên gọi khác nhau trong suốt chiều dài lịch sử, chẳng hạn như Neuplatz, Tuchplatz hoặc Stuff Platz. Trong đó, những tên gọi chính thức qua các thời kỳ, bao gồm:
- Konrad Henlein Platz (1938–1945, đặt theo tên của nhà chính trị người Đức Konrad Henlein)
- Quảng trường Soukenné (1945–1946)
- Quảng trường Gottwald (1946–1990, đặt theo tên của Tổng thống Tiệp Khắc Klement Gottwald)
- Quảng trường Soukenné (từ năm 1990)